# داستان کرالا
داستان کرالا (انگلیسی: The Kerala Story) فیلم هندی درام هندی-زبان، تولید ۲۰۲۳ است که کارگردانی آن بر عهده سودیپتو سن بوده‌است و تهیه‌کننده آن ویپول آمروتلال شاه می‌باشد. بازیگران اصلی فیلم آدا شرما، یوگیتا بیهانی، سونیا بالانی ، سیدهی ایدنانی ، ویجی کریشنا ، پراناو میشرا و … هستند.
این فیلم در روز ۵ مهٔ ۲۰۲۳ اکران گردید. با مقدار فروشی بالغ بر ۳۰۳٫۹۷ کرور روپیه (۳۸ میلیون دلار آمریکا) در سراسر دنیا، به نهمین فیلم هندی پرفروش در ۲۰۲۳ تبدیل شد.

## بازخورد
گیشه فروش
در روز افتتاحیه، فیلم در هند به فروشی بالغ بر ۸٫۰۳ کرور روپیه دست یافت  که باعث شد حائز رتبه پنجم، از لحاظ بیشترین
میزان فروش یک فیلم در روز افتتاحیه، در سال ۲۰۲۳ گردد. تا روز ۱۵ ژوئن ۲۰۲۳، فیلم در سراسر جهان در مجموع به فروشی بالغ بر ۳۰۳٫۹۷ کرور روپیه (۳۸ میلیون دلار آمریکا) دست یافت که از این میزان فروش، ۲۸۸٫۰۴ کرور روپیه (۳۶ میلیون دلار آمریکا) متعلق به فروش در هند و ۱۵٫۶۴ کرور روپیه (۲ میلیون دلار آمریکا) متعلق به فروش در خارج از کشور بود که باعث شد حائز رتبه نهم پرفروش‌ترین فیلم هندی در سال ۲۰۲۳ گردد. فیلم در شمال هند به فروش خوبی دست یافت ولی در جنوب عملکرد ضعیفی داشت. 
گیشه فیلم کرالا استوری  : 
فروش خالص داخلی : 242.20 کرور 
فروش نا خالص داخلی :  288.33  کرور 
فروش نا خالص خارجی : 15.64  کرور 
فروش نا خالص جهانی : 303.97  کرور 